# Den venetianske skole i maleriet
 For alternative betydninger, se Den venetianske skole.
Den venetianske skole er en stilbetegnelse inden for den bildende kunst fra tidlig renæssance til og med rokoko. Betegnelsen bruges om en gruppe italienske malere knyttet til Venedig. Karakteristisk for skolen var brugen af farve og lys, som spillede en dominerende rolle.
Ledende kunstnere i 1400-tallet var brødrene Giovanni og Gentile Bellini og Vittore Carpaccio, derefter højrenæssancens mestre som Giorgione og skolens mest fremtrædende repræsentant Tizian; i sidste halvdel af 1500-tallet Veronese og Tintoretto, "den lille farver".
En ny opblomstring af den venetianske skole indtraf i 1700-tallet med kunstnere som Tiepolo, vedutmalerne Giovanni og Bernardo Canaletto og Francesco Guardi.
.

## Galleri
| - Eksempler fra 'Den venetianske skole' - Tizian: Madonna di Ca' Pesaro, 1519–1526 - Tintoretto: Origine della Via Lattea (Mælkevejens oprindelse), 1575-1580 - Canaletto: Canale Grande, Venedig, ca. 1730. |